# Stazione di Albizzate-Solbiate Arno
Stazione di Albizzate-Solbiate Arno vasútállomás Olaszországban, Lombardia régióban, Albizzate településen.

## Vasútvonalak
Az állomást az alábbi vasútvonalak érintik:
- Gallarate-Varese-vasútvonal

## Kapcsolódó állomások
A vasútállomáshoz az alábbi állomások vannak a legközelebb:
- Stazione di Cavaria-Oggiona-Jerago (Stazione di Treviglio, Line S5)
- Stazione di Castronno (Stazione di Varese, Line S5)